# سرود ملی ایران
سرود ملّی جمهوری اسلامی ایران، سرودی است که در مراسم رسمی، یادبودها، مسابقات ورزشی و دیگر مناسبت‌های رسمی ایران اجرا یا پخش می‌شود. سرود ملّی ایران در دوره‌های مختلف قاجاریه، پهلوی و جمهوری اسلامی، دچار دگرگونی‌های مختلف شده است. اکنون در جمهوری اسلامی، سرود جمهوری اسلامی پخش می‌شود که دارای دو بخش دکلمه و موسیقی است. در برخی از مراسم‌ها تنها موسیقی پخش می‌شود. این سرود در اصل، چهارمین سرود رسمی جمهوری اسلامی است.

## دوران قاجار
یوهان اشتراوس در سال ۱۸۶۴ میلادی برابر با ۱۲۴۳ هجری خورشیدی، یعنی ۴ سال پیش از آمدن آلفرد لومر به ایران، مارشی به نام مارش ایرانی (به آلمانی: Persischer Marsch) ساخت که سال‌ها بعد در هنگام استقبال از ناصرالدین شاه در وین به جای سرود ملّی ایران نواخته شد. عباس امانت در کتاب قبلهٔ عالم آورده است: «آهنگ موسیقی نظامی که به مناسبت دیدار ناصرالدین‌شاه از وین در سال ۱۸۷۳ میلادی به آهنگ‌سازی به شهرت یوهان اشتراوس سفارش داده شد، تا به جای سرود ملّی ایران نواخته شود، مظهر تلاشی بود تا گونه‌ای توشهٔ نغمه‌سرایی «متمدن» برای شاهنشاهی ایران تعبیه شود.» با این حال در برخی منابع زمان نواخته شدن این مارش در وین را مربوط به سفر دوم (۱۸۷۸ میلادی برابر ۱۲۵۷ هجری خورشیدی؛ و ۱۲۹۵ هجری قمری) و برخی نیز مربوط به سفر سوم ناصرالدین شاه (۱۸۸۹ میلادی برابر ۱۲۶۸ هجری خورشیدی؛ و ۱۳۰۶ هجری قمری) می‌دانند. این آهنگ، شعری به زبان فرانسوی داشت که سرودهٔ میرزا رضاخان دانش معروف به «پرنس ارفع» است. یوهان دِکِر-شِنک (به آلمانی: Johann Decker-Schenk) نوازندهٔ اتریشی مقیم سن‌پترزبورگ سرود و آهنگ آن را تنظیم کرده است.
ترانهٔ تاجگذاری احمدشاه قاجار مورد توجه او قرار گرفت و مقرر شد آهنگ آن به عنوان «مارش ملّی ایران» شناخته شود. این مارش با نام سلامتی دولت عَلیّهٔ ایران ساختهٔ غلامرضاخان امیرپنجهٔ سالار معزز رئیس کل موزیک بود. برای این مارش شعری نیز سروده شد. ظاهراً نت این سرود، نخستین بار تحت نام «مارش ملّی ایران» (به فرانسوی: Marche Nationale Persane) در غُرّهٔ (روز نخست) رجب ۱۳۲۷ هجری قمری برابر با ۹ ژوئیهٔ ۱۹۰۹ میلادی (۲۸ تیر ۱۲۸۸ هجری خورشیدی) یعنی چند روز پس از فتح تهران به‌دست مشروطه‌خواهان و شکست محمدعلی شاه قاجار در «مطبعهٔ فاروس» در تهران به چاپ رسیده است. این سرود توسط سالار معزز برای کلیهٔ سازهای نظامی تنظیم شد و برای دولت‌هایی که انقلاب مشروطیت ایران را پذیرا شدند، ارسال شد. نت پیانوی سرود ملّی در سال ۱۳۰۱ خورشیدی/۱۳۴۱ قمری/۱۹۲۲ میلادی، در ژنو با عنوان «سلامتی دولت عِلّیهٔ ایران» چاپ شد.
همچنین، ناصرالدین شاه در سفری به فرانسه و بریتانیا دیده بود که قشون نظامی با موسیقی، رژه می‌روند. او پس از بازگشت از سفر به سفیر ایران در فرانسه دستور داد شخصی را برای امر مشابهی استخدام کرده و به ایران بفرستد. او در سال ۱۸۷۳ میلادی (برابر ۱۲۵۲ هجری خورشیدی؛ و ۱۲۹۰ هجری قمری) دستور ساخت مارشی را به آلفرد لومر استاد فرانسوی موسیقی دارالفنون داد که در دیدارهای رسمی شاه در کنار سرودهای ملّی دیگر کشورها نواخته شود. این مارش بی‌کلام، سلام شاه نامیده شد و در مراسم رسمی به جای سرود ملّی ایران به کار رفت. به همین دلیل اروپاییان از آن به عنوان سرود ملّی ایران یاد کردند.

به‌دلیل نبود رادیو و تلویزیون در آن زمان، این سرودها چندان شناخته نشدند. ماجرای منقول از جلال گنجی دربارهٔ دانشجویان ایرانی مقیم آلمان در زمان احمد شاه قاجار و ناآگاهی آنان از سرود ملّی کشورشان و اجرای ترانهٔ عمو سبزی‌فروش به جای سرود ملّی ایران در برابر امپراتور آلمان نیز نشان از همین امر دارد.

### سرود دوره قاجار
- سرود سلامتی دولت علیه ایران

پرچم ایران قاجاری

شعر و نت این سرود در نشریهٔ «عصر جدید» در شنبه ۲۱ ذیقعدهٔ ۱۳۳۳ (۹ مهر ۱۲۹۴) منتشر شد.
قسمت اول
| تا خدایْ این کشورِ ایران نمود         |  | بس درِ عزت به رویش برگشود           |
| خسروانش را کُلَه خورشید بود           |  | رایتش را فرق بر خورشید بود         |
| تا که خود چترِ عدالت گسترَد           |  | خود چترِ عدالت گسترد                |
| مُلکِ ایران را نشانِ خیر و خوبی بُد لِوا |  | این لِوا فرخنده بادا باز با دورِ بقا |
| راست اندرین جهان                    |  | افتخارِ ما، شرحِ مامَضیٰ               |
| شرحِ مامَضیٰ تا کی‌ام راست              |  | باز کوششی جوششی یاران              |

قسمت دوم
| چون به فرخ‌رسمِ دورانِ کیان      |  | مُلکِ ملت را یکی یابی روان        |
| بی‌تأمل باز باید داد جان       |  | تا به‌جز نیکی نبیند زین نشان     |
| هر که در تقدیرِ ایران بنگرد    |  | در تقدیرِ ایران بنگرد            |
| بود در مُلکِ کیان آیتِ قدرت عیان |  | باد با تاجِ کیانی رایتِ عزت به پا |
| هان ای برادران                |  | موطنِ عزیز بهترین سراست          |
| حفظِ خاکِ آن آبرویِ ماست         |  | باز غیرتی همتی مردان            |

#### مارش ایرانی
این اثر توسط یوهان اشتراوس (پسر) در پاییز ۱۸۶۴ ساخته شد. در سال ۱۸۷۳ زمانی که ناصرالدین شاه برای بازدید از نمایشگاه جهان به وین رفته بوده یک گروه موسیقی نظامی که نتوانسته بودند سرود ملّی ایران را پیدا کنند، به جای آن این مارش را برای ورود شاه اجرا کردند. همچنین میرزا رضاخان دانش برای این مارش شعری به زبان فرانسوی سروده بوده است و در آلبوم‌های نت به‌دست‌آمده از کاخ گلستان که متعلق به دوران قاجار هستند عنوان این مارش، «سرود ملّی ایران» ذکر شده است.

#### سلام شاه
نوشتارهای اصلی: سرود سلام شاه

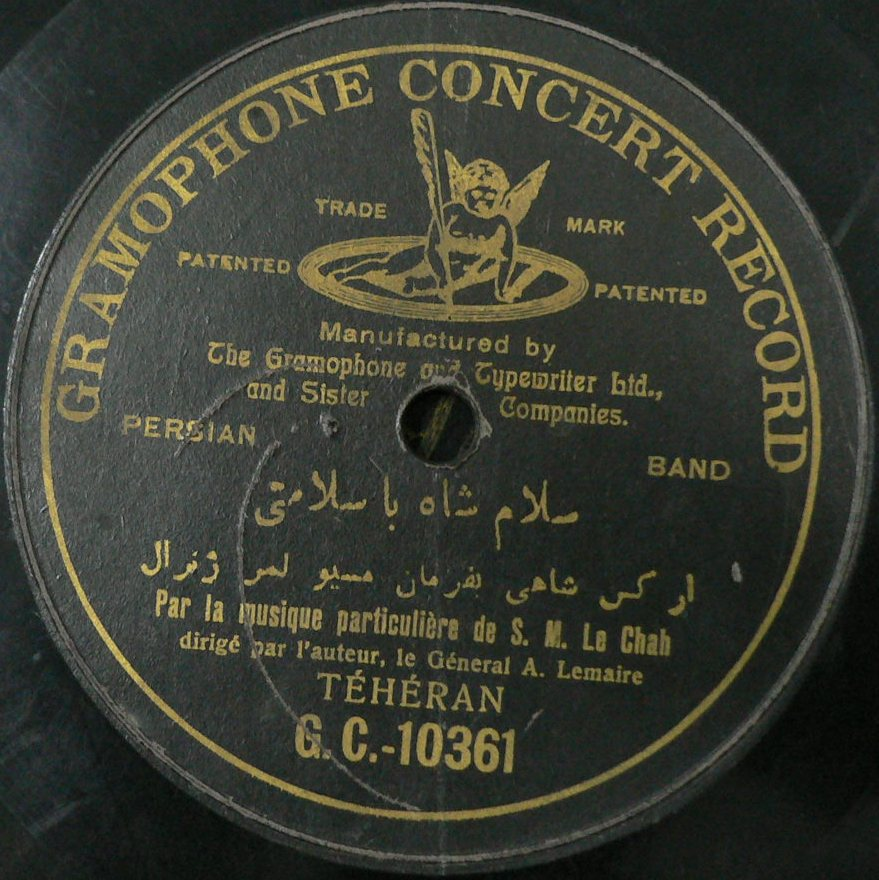

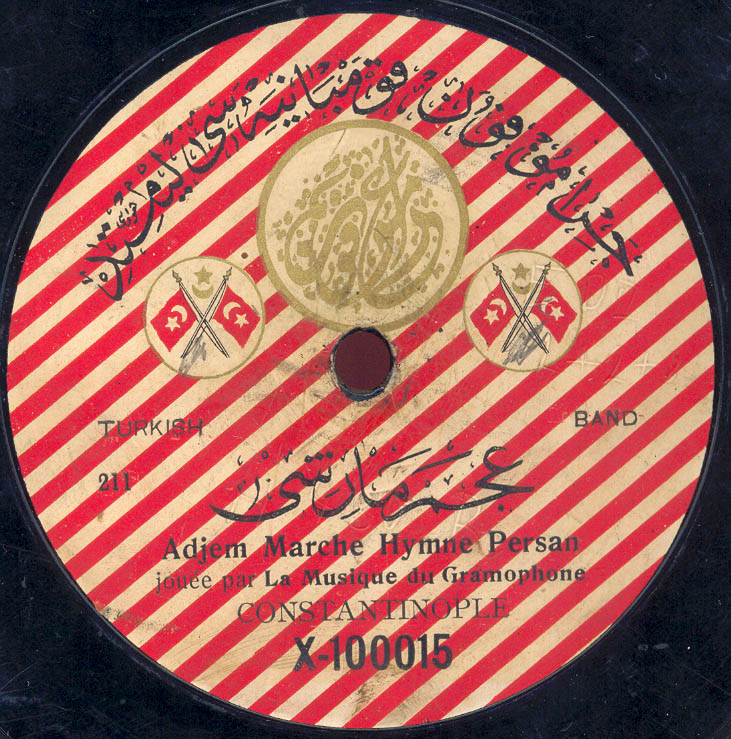

برخی از موسیقی دانان این سرود را به عنوان نخستین سرود ملّی ایران یاد می‌کنند. این آهنگ در اصل قطعه‌ای موسیقی بی‌کلام با نام «سلام شاه با سلامتی» بوده است که توسط موسیو لومر فرانسوی (موسیقیدان نظامی اعزامی به ایران در دورهٔ قاجار) و به دستور ناصرالدین شاه در سال ۱۲۵۲ هجری خورشیدی ساخته شد. این آهنگ برای پیانو نوشته شده و بعدها در دورهٔ مظفرالدین شاه بر روی صفحه هم ضبط شد. وقتی شاه برای سلام رسمی به تخت مرمر می‌آمد و بر صندلی مخصوص می‌نشست دستهٔ موزیک این آهنگ را اجرا می‌کرد و این کار تا دورهٔ محمدعلی‌شاه معمول بود. بر روی برچسب صفحهٔ این سرود عنوان سلام شاه با سلامتی، ارکس شاهی به فرمان مسیو لومر ژنرال حک شده که نت این سرود در آرشیو ملّی فرانسه موجود بوده است.
در سال ۱۳۸۳ هجری خورشیدی بیژن ترقی بر روی اجرای جدید این قطعه که توسط سیاوش بیضایی تنظیم شده بود شعری سرود و این کار برای نخستین بار توسط ارکستر ملل به رهبری پیمان سلطانی در تالار وحدت اجرا شد که خوانندهٔ آن سالار عقیلی بود.
| نام جاوید وطن            |  | صبح امید وطن           |
| جلوه کن در آسمان         |  | همچو مهر جاودان        |
| وطن ای هستی من           |  | شور و سرمستی من        |
| جلوه کن در آسمان         |  | همچو مهر جاودان        |
| بشنو سوز سخنم            |  | که هم‌آواز تو منم       |
| همهٔ جان و تنم            |  | وطنم وطنم وطنم وطنم    |
| همه با یک نام و نشان     |  | به تفاوت هر رنگ و زبان |
| همه شاد و خوش و نغمه‌زنان |  | ز صلابت ایران جوان     |

## دوران پهلوی

مجموعهٔ سه‌گانهٔ سرود شاهنشاهی، سرود پرچم و سرود ملّی ایران در دورهٔ رضاشاه و پیش از سفر او به ترکیه تهیه شد. این سه سرود دارای وزن و آهنگ یکسانی هستند. شاعر سرود شاهنشاهی وسرود ملّی محمدهاشم افسر (شیخ‌الرئیس افسر) و شاعر «سرود پرچم» پارسا تویسرکانی است. آهنگساز این مجموعه داوود نجمی مقدم است.
مجموعهٔ سه‌گانهٔ سرود شاهنشاهی، سرود پرچم و سرود ملّی ایران در دورهٔ رضاشاه تهیه شد. این مجموعه دارای وزن و آهنگ یکسانی است. آهنگساز این مجموعه داوود نجمی‌مقدم و شاعر سرود شاهنشاهی و ملّی محمدهاشم افسر و شاعر سرود پرچم عبدالرحمان پارسای تویسرکانی است. لحن دو بیت نخست این سرود کاملاً در درآمد دستگاه ماهور است. بیت سوم در گوشهٔ فِیْلی است و مصراع آخر فرود به درآمد ماهور است.
سرود شاهنشاهی
| شاهنشه ما زنده بادا   |  | پاید کشور به فَرَّش جاودان       |
|                       |  |                               |
| کز پهلوی شد مُلک ایران |  | صد ره بهتر ز عهد باستان       |
|                       |  |                               |
| از دشمنان بودی پریشان |  | در سایه‌اش آسوده ایران         |
|                       |  |                               |
| ایرانیان پیوسته شادان |  | همواره یزدان بوَد او را نگهبان |
|                       |  |                               |

سرود پرچم
| ای پرچم خورشید ایران   |  | پرتو افکن به روی این جهان       |
|                        |  |                                 |
| یاد آور از آن روزگاری  |  | کآسود از برقِ تیغت هر کران       |
|                        |  |                                 |
| در سایه‌ات جان می‌فشانیم |  | از دشمنان جان می‌ستانیم          |
|                        |  |                                 |
| ما وارث مُلک کیانیم     |  | همیشه خواهیم وطن را از دل و جان |
|                        |  |                                 |

سرود ملّی
| بودیم و هستیم پیرو حق |  | جز حق هرگز نخواهیم از جهان   |
|                       |  |                              |
| با شه‌پرستی مملکت را   |  | داریم از دست دشمن در امان    |
|                       |  |                              |
| ما پیرو کردار نیکیم   |  | روشندل از پندار نیکیم        |
|                       |  |                              |
| رخشنده از گفتار نیکیم |  | شد زین فضایل بلندآوازه ایران |
|                       |  |                              |

## دوران جمهوری اسلامی ایران
در دوران پس از انقلاب ۱۳۵۷، ابتدا سرود پاینده بادا ایران و سپس در شب ۳ خرداد ۱۳۷۱ سرود جمهوری اسلامی ایران (مهر خاوران) به عنوان سرود جمهوری اسلامی ایران به کار رفتند. 

### سرود پاینده بادا ایران
پس از انقلاب و پیش از سال ۱۳۷۱ سرود جمهوری اسلامی ایران بر پایهٔ شعری از ابوالقاسم حالت و موسیقی محمد بیگلری‌پور ساخته شد. این سرود پاینده بادا ایران نام دارد و برخی معتقدند که آهنگ ساخته شده برای آن به سرود شاهنشاهی شباهت داشت. در ۳ خرداد ۱۳۷۱ سرود جمهوری اسلامی ایران (مهر خاوران) به عنوان سرود ملّی جدید ایران جایگزین این سرود شد.
| شُد جمهوری اسلامی به پا  |  | که هم دین دهد هم دنیا به ما  |
| از انقلاب ایران دِگر     |  | کاخ ستم گشته زیر و زِبَر       |
| تصویر آیندهٔ ما،         |  | نقش مراد ماست                |
| نیروی پایندهٔ ما،        |  | ایمان و اتحاد ماست           |
| یاریگر ما دست خداست     |  | ما را در این نبرد او رهنماست |
| در سایهٔ قرآن جاودان     |  |                              |
| پاینده بادا ایران       |  |                              |
| -----                   |  |                              |
| آزادی چو گل‌ها در خاک ما |  | شکفته شد از خون پاک ما       |
| ایران فرستد با این سرود |  | رزمندگان وطن را درود         |
| آیین جمهوری ما          |  | پشت و پناه ماست              |
| سود سلحشوری ما          |  | آزادی و رفاه ماست            |
| شام سیاه سختی گذشت      |  | خورشید بخت ما تابنده گشت     |
| در سایهٔ قرآن جاودان     |  |                              |
| پاینده بادا ایران       |  |                              |

### مهر خاوران

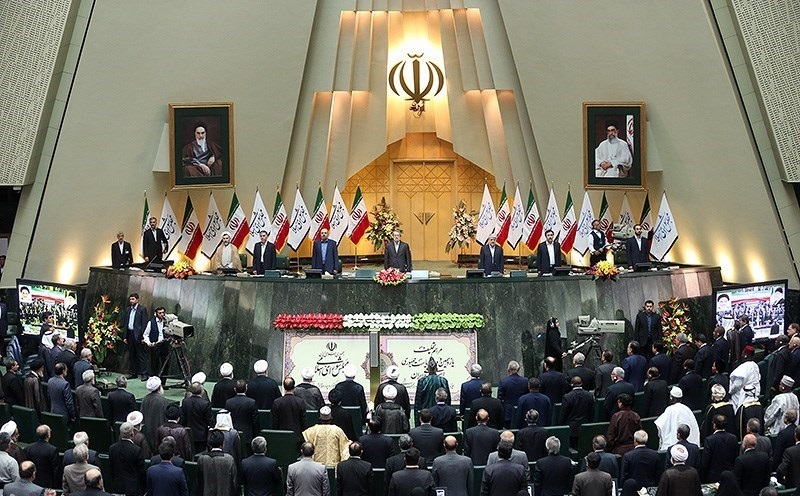
نواختن سرود ملّی ایران در مراسم تحلیف حسن روحانی

شعر سرود جمهوری اسلامی ایران که مدت زمان اجرای آن ۵۹ ثانیه است:
| سَر زَد از اُفُق مِهرِ خاوران             |  | فروغِ دیدهٔ حق باوران                         |
| بهمن فَرِّ ایمانِ ماست                  |  | پیامت ای امام «استقلال، آزادی» نقشِ جانِ ماست |
| شهیدان پیچیده در گوش زمانْ، فریادتان |  | پاینده مانی و جاودان «جمهوری اسلامی ایران»  |

سراینده این سرود، ساعد باقری است. آهنگ آن نیز توسط حسن ریاحی ساخته شده است.
به دلیل برخی شباهت‌های موسیقایی شائبه‌هایی مبنی بر اینکه این سرود از روی سرود ملّی کره جنوبی کپی شده، در فضای مجازی و شبکه‌های اجتماعی شکل گرفت. اما آهنگساز اثر در مصاحبه‌ای با وبگاه موسیقی ما این ادعا را رد کرد. در اردیبهشت ۱۴۰۰ علی رهبری در نامه‌ای سرگشاده به وزیر فرهنگ و ارشاد جمهوری اسلامی، دوباره بحث کُپی بودن این قطعه را پیش کشید و خواستار ساخت سرودی جدید با استفاده از بُن‌مایهٔ موسیقی ایرانی شد.

#### حواشی
از شروع اعتراضات سال ۱۴۰۱ تیم‌های ملّی واترپلو، فوتبال ساحلی (در فینال مسابقات جام بین قاره‌ای) و تیم فوتبال (بزرگسالان در بازی در مقابل سنگال) از خواندن سرود جمهوری اسلامی ایران سر باز زدند.
از میان ۱۱ بازیکن تیم ملّی فوتبال مردان ایران که عصر پنجشنبه ۱۹ آبان ۱۴۰۱ در دیداری دوستانه در ورزشگاه آزادی تهران برابر تیم ملّی نیکاراگوئه به میدان رفته بودند، ۹ نفر در مراسم آغاز رقابت، با سرود جمهوری اسلامی ایران همخوانی نکردند تا به این ترتیب، سرشناس‌ترین تیم ملّی ورزش ایران هم همراهی خود با معترضان را علناً و در قلب پایتخت نشان دهد. در این مسابقه تنها وحید امیری و مهدی ترابی بودند که در تصاویر زنده مسابقه مشغول همخوانی با سروی جمهوری اسلامی ایران هستند

## سرود ای ایران
سرود ای ایران سرود ملّی غیررسمی ایران است. اما هرگز سرود هیچ‌یک از دولت‌های ایران نبوده است. می‌توان آن را سرودی میهنی صرف نظر از نوع حکومت در ایران دانست؛ از این سرود در نخستین سال‌های پس از انقلاب ۱۳۵۷ و تا پیش از گردآوری سرود پاینده بادا ایران، به‌عنوان سرود ملّی استفاده می‌شد.
در سال‌های اخیر استفاده از این سرود به جای سرود رسمی جمهوری اسلامی، واکنش منفی برخی دولتمردان را برانگیخت. همچنین در برخی میدان‌ها ورزشی نیز از این سرود به جای سرود جمهوری اسلامی استفاده شده است.
ترانهٔ این سرود از حسین گل گلاب و آهنگساز آن روح‌الله خالقی است.

### متن سرود ای ایران
| ای ایران ای مرز پرگُهر               |  | ای خاکت سرچشمهٔ هنر           |
| دور از تو اندیشهٔ بَدان               |  | پاینده مانی و جاودان         |
| ای دشمن ار تو سنگ خاره‌ای من آهنم    |  | جان من فدای خاک پاک میهنم    |
| مهر تو چون، شد پیشه‌ام               |  | دور از تو نیست اندیشه‌ام      |
| در راه تو، کِی ارزشی دارد این جان ما |  |                              |
| پاینده باد خاک ایران ما             |  |                              |
| ****                                |  |                              |
| سنگ کوهت درّ و گوهر است              |  | خاک دشتت بهتر از زر است      |
| مهرت از دل کِی برون کنم              |  | بَرگو بی مهرِ تو چون کنم       |
| تا گردش جهان و دور آسمان به‌پاست     |  | نورِ ایزدی همیشه رهنمای ماست  |
| مهر تو چون، شد پیشه‌ام               |  | دور از تو نیست اندیشه‌ام      |
| در راه تو، کِی ارزشی دارد این جان ما |  |                              |
| پاینده باد خاک ایران ما             |  |                              |
| ****                                |  |                              |
| ایران ای خرّم بهشت من                |  | روشن از تو سرنوشت من         |
| گر آتش بارد به پیکرم                |  | جز مهرت در دل نپرورم         |
| از آب و خاک و مهرِ تو سرشته شد گِلم   |  | مهر اگر برون رود تهی شود دلم |
| مهر تو چون، شد پیشه‌ام               |  | دور از تو نیست اندیشه‌ام      |
| در راه تو، کِی ارزشی دارد این جان ما |  |                              |
| پاینده باد خاک ایران ما             |  |                              |